# Съветска гражданска администрация
Съветската гражданска администрация функционира като окупационно правителство в северната част на Корейския полуостров от 3 октомври 1945 г. до създаването на Корейска народно-демократична република през 1948 г.
Въпреки че управлява едновременно след създаването на временния народен комитет на Северна Корея през 1946 г., административната структура, която Съветският съюз управлява, се превръща в Северна Корея след разделянето на Корея. Терентий Щиков е основният защитник на създаването на централизирана структура за координиране на Корейските народни комитети.